# ひとかけらの純情
「ひとかけらの純情」（ひとかけらのじゅんじょう）は、南沙織通算10枚目のシングル。1973年12月5日発売。発売元はCBS・ソニー。

## 解説
コーラスから始まり、コーラスと南のヴォーカルの掛け合いで終わる作風。
のちにタイトルの名付け親である酒井政利が、「ひとかけら」は "喪失" と "誇り" 両方の意味があると語った。
フジテレビ系テレビドラマ『カバチタレ!』 （2001年1月11日～3月22日放送）の最終回、出演者の常盤貴子と妻夫木聡が喫茶店で会話をする場面の中に、この曲がBGMに流れているシーンがある（全編を通して、この喫茶店の場面では1970年代の曲が使用されていた）。

## 収録曲
両楽曲とも、作詞: 有馬三恵子、作曲・編曲: 筒美京平
1. ひとかけらの純情（3:05）
2. 透き通る夕暮れ（2:49）

## 収録作品（LP・CD）
- ひとかけらの純情

ひとかけらの純情（アルバム）
南沙織ヒット全曲集 -1974年版-
南沙織デラックス
南沙織ヒット全曲集 -1975年版-
Best of Best 南沙織のすべて
シンシア・ラブ
シンシア・メモリー
THE BEST / 南沙織 -1978年11月版-
THE BEST / 南沙織 -1979年11月版-
THE BEST / 南沙織 -1980年版-
THE BEST / again 南沙織
THE BEST / 南沙織 -1982年版-
南沙織のすべて
南沙織ベスト・コレクション
南沙織ベスト Recall 〜28 SINGLES SAORI + 1〜
Cynthia Memories
Cynthia Best 〜 Eternity
GOLDEN J-POP/THE BEST 南沙織
CYNTHIA ANTHOLOGY
DREAM PRICE 1000 南沙織 色づく街
GOLDEN☆BEST 南沙織 筒美京平を歌う
南沙織 THE BEST 〜 Cynthia-ly
ドーナツ盤型12cmCDコレクション
Cynthia Premium
南沙織 スーパー・ベスト
南沙織 BEST OF BEST
GOLDEN☆BEST 南沙織 コンプリート・シングルコレクション
南沙織 スーパー・ヒット
南沙織 ベスト・ヒット
ゴールデン☆アイドル 南沙織
CYNTHIA ALIVE
- ひとかけらの純情 (ノンストップmix Ver.)

TSU-TSU MIX 南沙織
- ひとかけらの純情 -Live-

Good-bye Cynthia
Cynthia Memories
CYNTHIA ANTHOLOGY
- 透き通る夕暮れ

ひとかけらの純情（アルバム）
Cynthia Memories
GOLDEN J-POP/THE BEST 南沙織
CYNTHIA ANTHOLOGY
GOLDEN☆BEST 南沙織 筒美京平を歌う
ドーナツ盤型12cmCDコレクション
Cynthia Premium
ゴールデン☆アイドル 南沙織

## カヴァーした主な歌手
- THE ALFEE
- 森昌子